# Ectoedemia tecomariae
Ectoedemia tecomariae là một loài bướm đêm thuộc họ Nepticulidae, được Vári miêu tả khoa học lần đầu tiên năm 1955. Nó được tìm thấy ở Nam Phi (Nó đã dược miêu tả ở Cape Town).
Ấu trùng ăn Tecomaria capensis.